# La lune rouge
La lune rouge é um filme de drama marroquino de 2013 dirigido e escrito por Hassan Benjelloun e Bachir Qermane. Foi selecionado como representante de Marrocos à edição do Oscar 2015, organizada pela Academia de Artes e Ciências Cinematográficas.

## Elenco
- Fattah Ngadi
- Fatine Hilal Bik
- Wassila Sobhi
- Fatim Zahra Benacer
- Abdellatif Chaouki
- Abderrahim El Meniar
- Mehdi Malakane
- Khadija Jamal